# Copiopteryx imperialis
Copiopteryx imperialis är en fjärilsart som beskrevs av Girard 1882. Copiopteryx imperialis ingår i släktet Copiopteryx och familjen påfågelsspinnare. Inga underarter finns listade i Catalogue of Life.